# Richard Hänel
Richard Hänel (* 14. Januar 1895 in Ansbach; † unbekannt) war ein deutscher nationalsozialistischer Politiker und Oberbürgermeister von Ansbach.

## Biografie

### Bis 1933
Er war Gründungsmitglied der Ansbacher NSDAP-Ortsgruppe, die am 22. Januar 1923 in Ansbach gegründet wurde. Der neu gegründeten Partei trat er zum 4. Juli 1925 erneut bei (Mitgliedsnummer 10.113). Zu Beginn noch als Schriftführer tätig, stieg er in den folgenden Jahren zum Ortsgruppen- und schließlich Kreisleiter der Partei auf. Neben der langjährigen Leitung der 1922 gegründeten örtlichen SA-Staffel gründete er 1931 den Ansbacher SS-Trupp.

### Ab 1933
Nach der Machtergreifung der Nationalsozialisten Ende Januar 1933 wurden bis Ende des Jahres im Rahmen der Gleichschaltung alle Ansbacher Stadträte anderer Parteien durch Mitglieder der NSDAP ersetzt. Am 5. Mai 1934 trat der bisherige Oberbürgermeister Dr. Wilhelm Borkholder zurück und wurde durch Hänel ersetzt. Dessen offizielle Amtseinführung am 15. Juni 1934 wurde durch den Gauleiter Frankens, Julius Streicher, durchgeführt. Die im Zuge der Reichskristallnacht 1938 durchgeführten Aktionen gegen die jüdische Bevölkerung Ansbachs und die Synagoge wurden von ihm geleitet. Jüdische Bürger wurden verhaftet und in die Ansbacher Rezathalle abgeführt, deren Wohnungseinrichtung zertrümmert. Am 13. Januar 1939 erklärte Hänel die Stadt Ansbach für „judenfrei“. Am 7. Januar 1941 wurde Hänel von Wilhelm Seitz als Kreisleiter abgelöst und übernahm die Kreisleitung in Eichstätt. Richard Hänel hielt das Amt des Oberbürgermeisters bis zum Kriegsende 1945 inne. Im April 1945 setzte er sich vor den heranrückenden Amerikanern ab, wurde jedoch einige Wochen später verhaftet.

### Nach 1945
Bei Kriegsende wurde er verhaftet und 1948 in einem Spruchkammerverfahren als Hauptschuldiger klassifiziert und zu viereinhalb Jahren Arbeitslager verurteilt, wobei die Haft seit 1945 voll angerechnet wurde. In einem Berufungsverfahren 1949 wurde er als Belasteter eingestuft und die Strafe auf zwei Jahre verkürzt. Er verlor sämtliche Pensionsansprüche und durfte sich nicht mehr politisch betätigen. In einem weiteren Verfahren wegen seiner Beteiligung an der Reichskristallnacht wurde er nochmals zu neun Monaten Gefängnis verurteilt. Im Oktober 1949 wurde er aus der Haft entlassen. Danach lange Zeit arbeitslos, konnte er erst 1952 wieder eine berufliche Tätigkeit aufnehmen. Versuche, Pensionsansprüche gegenüber der Stadt Ansbach durchzusetzen, scheiterten 1956.